# Pietro Maglione
Pietro Maglione (* 27. Januar 1834 in Eboli (Kampanien); † 13. April 1903) war ein italienischer Geistlicher und römisch-katholischer Bischof von Capaccio-Vallo.

## Leben
Maglione empfing am 29. Mai 1858 die Priesterweihe. Er war vom 15. Juni 1874 bis zum 18. Dezember 1876 Bischof von Cariati und vom 18. Dezember 1876 bis zum 17. Dezember 1900 Bischof von Capaccio-Vallo. Mit seiner Emeritierung ernannte ihn Papst Leo XIII. zum Titularerzbischof von Theodosiopolis. Er war 1878 Mitkonsekrator bei den Bischofsweihen des Erzbischofs Francesco Trotta sowie der Bischöfe Francesco Vitagliano und Pietro Saulini.